# Eristalinus smaragdinus
Eristalinus smaragdinus är en tvåvingeart som först beskrevs av Macquart 1842.  Eristalinus smaragdinus ingår i släktet slamflugor, och familjen blomflugor. Inga underarter finns listade i Catalogue of Life.